# Vilanova de la Barca
Vilanova de la Barca (em catalão e oficialmente) ou Villanueva de la Barca (em castelhano) é um município da Espanha na comarca de Segrià, província de Lérida, comunidade autónoma da Catalunha. Tem 21,5 km² de área e em 2021 tinha 1 127 habitantes (densidade: 52,4 hab./km²).

## Demografia
| Variação demográfica do município entre 1991 e 2004[carece de fontes?] | Variação demográfica do município entre 1991 e 2004[carece de fontes?] | Variação demográfica do município entre 1991 e 2004[carece de fontes?] | Variação demográfica do município entre 1991 e 2004[carece de fontes?] |
| ---------------------------------------------------------------------- | ---------------------------------------------------------------------- | ---------------------------------------------------------------------- | ---------------------------------------------------------------------- |
| 1991                                                                   | 1996                                                                   | 2001                                                                   | 2004                                                                   |
| 870                                                                    | 962                                                                    | 966                                                                    | 939                                                                    |